# Parafia św. Franciszka z Asyżu w Tczewie
Parafia św. Franciszka z Asyżu w Tczewie – parafia rzymskokatolicka znajdująca się w dekanacie tczewskim diecezji pelplińskiej.

## Historia
Parafia znajduje się w Tczewie, powiecie tczewskim, województwie pomorskim. Została erygowana 13 grudnia 1987 roku. Poświęcenie nowego kościoła nastąpiło 23 września 2012 roku.

## Zasięg parafii
- Ulice:  Borchardta, Boya-Żeleńskiego, Broniewskiego, Chełmońskiego, Bpa Dominika, Dygasińskiego, Fredry, Frycza-Modrzewskiego, Gałczyńskiego, Głowackiego, Kossaka, Kruczkowskiego, Malczewskiego, Nałkowskiej, Norwida, Ks. Pasierba, Przybosia, Reymonta, Staffa, Stanisławskiego, Struga, 30 Stycznia (za Wiaduktem), Tuwima, Wita Stwosza, Witkiewicza, Wyczółkowskiego, Zapolskiej
- do parafii należą również wierni z większej części miejscowości Czarlin, przylegającej do południowej granicy miasta Tczew

## Proboszczowie
- ks. kan. Jan Buk (od 1987)[1]